# Meritxell Rovira Clusellas
Meritxell Rovira-Clusellas (Barcelona, 1978) es licenciada en Biología (2001) por la Universidad de Barcelona y doctora en Ciencias de la Salud y de la Vida (2007) por la Universidad Pompeu Fabra.

## Trayectoria académica
Meritxell Rovira-Clusellas estudió Biología por la Universidad de Barcelona en el año 2001 y posteriormente, en 2007, doctorado en Ciencias de la Salud y de la Vida por la Universidad Pompeu Fabra.
Ha realizado estudios postdoctorales en centros de investigación como, el Centro MRC Harwelly en UK, la Universidad Johns Hopkins en UK o el Instituto de Investigaciones Biomédicas August Pi i Sunyer (IDIBAPS), en España. Posteriormente se incorporó al Centro de Medicina Regenerativa de Barcelona en 2017 y en 2019 se incorporó a la Universidad de Barcelona con un contrato de excelencia Ramón y Cajal, donde lidera el equipo de regeneración pancreática. Desde 2020 también es líder de grupo en IDIBELL.

## Trayectoria profesional
Desde el año 2017 trabaja en el Centro de Medicina Regenerativa de Barcelona (CMR[B]). Su línea de investigación es la regeneración de células beta para el tratamiento de la Diabetes tipo I.